# Město Libavá
Město Libavá (en allemand : Liebau) est une commune du district et de la région d'Olomouc, en République tchèque. Sa population s'élevait à 568 habitants en 2023.

## Géographie
Město Libavá se trouve à 6,8 km au sud-est de Moravský Beroun, à 24 km au nord-est d'Olomouc, à 88 km au nord-est est de Brno et à 223 km à l'est-sud-est de Prague.
La commune est limitée par Norberčany et Budišov nad Budišovkou au nord, par la zone militaire de Libavá à l'est et au sud, et par Domašov nad Bystřicí à l'ouest.

## Histoire
La première mention écrite de la localité date de 1301. En 1929, la ville comptait 2 237 habitants, dont 2 181 étaient germanophones et 21 parlaient tchèque.

## Transports
Par la route, Město Libavá se trouve à 13 km de Moravský Beroun, à 35 km d'Olomouc, à 113 km de Brno et à 286 km de Prague.

## Administration
La commune se compose de deux sections :
- Heroltovice
- Město Libavá